# Ruine Hohenhewen

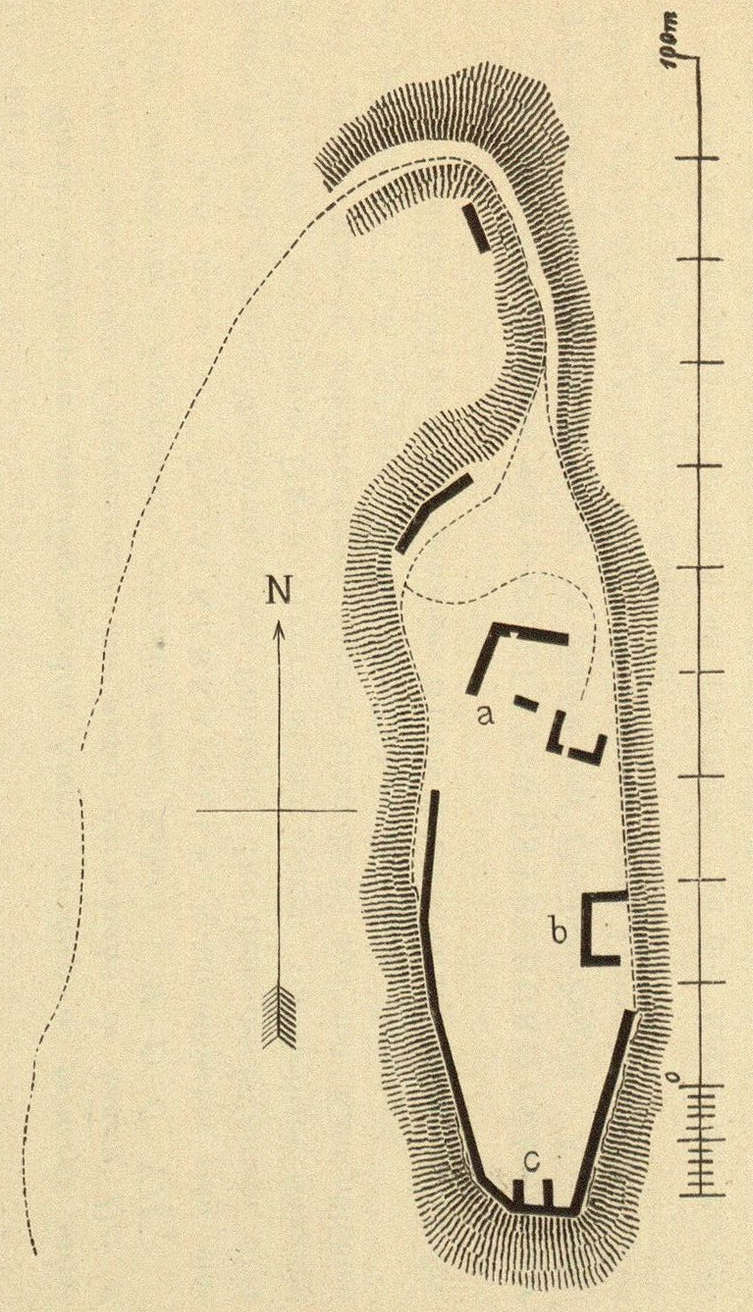
Grundriss der ehemaligen Burg

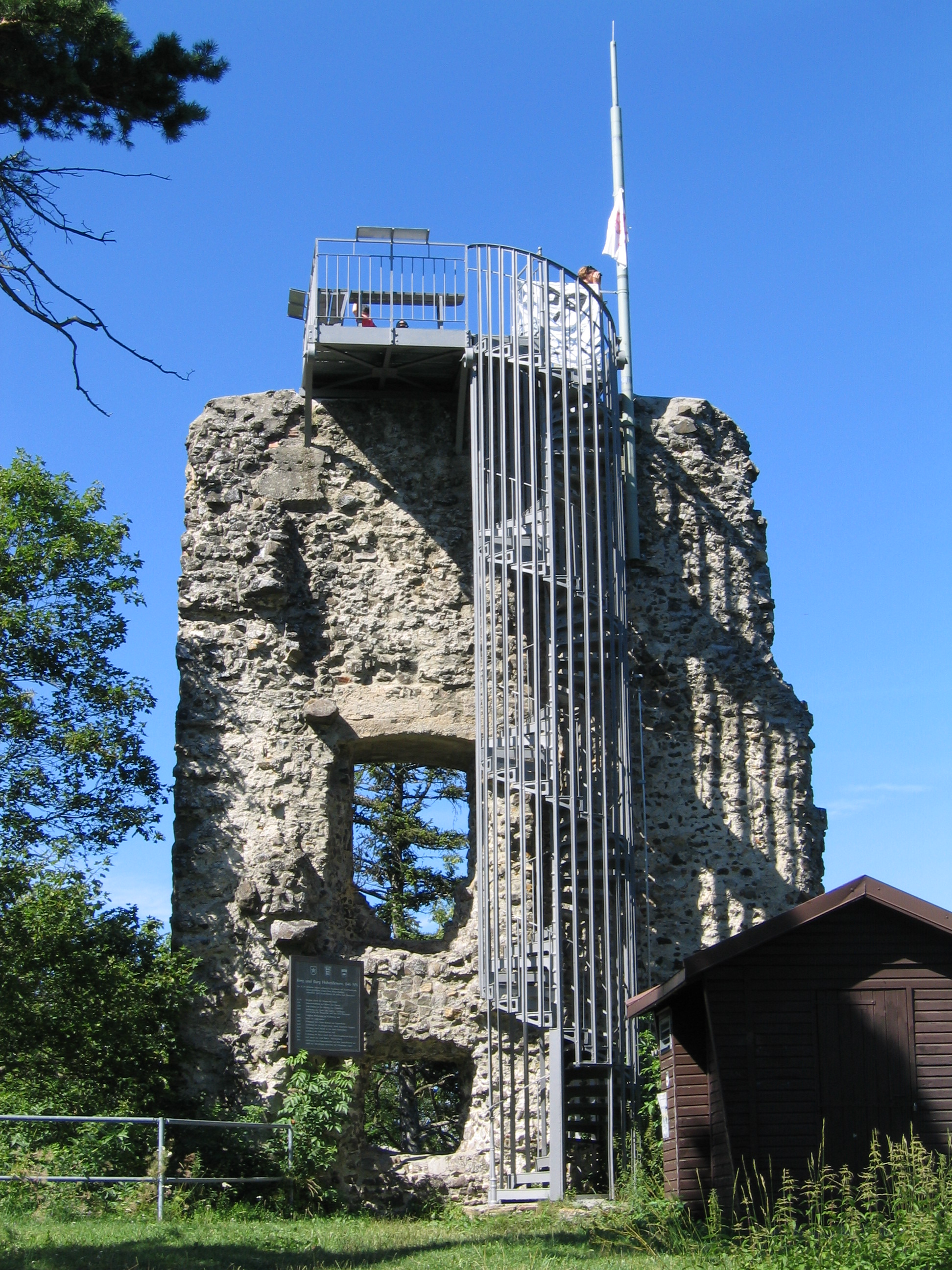
Mauerrest mit Aussichtsplattform

Die Ruine Hohenhewen, auch Hohenhöwen, ist eine hochmittelalterliche Burgruine im Südwesten von Anselfingen, einem Stadtteil von Engen im Landkreis Konstanz in Baden-Württemberg (Deutschland).

## Lage
Die Ruine der Gipfelburg steht auf dem bewaldeten Gipfel des 845,3 m ü. NHN hohen Berges Hohenhewen, eines Basaltkegels, der das Landschaftsbild des Hegaus prägt. Der die unmittelbare Umgebung um 300 Meter überragende Kegel ist an seinen Seiten abschüssig. Ein Kreuz an der Südseite auf dem steil ansteigenden Weg zur Burgruine erinnert an den tödlich verunglückten Heimatforscher und Pfarrer Josef Hoh. Der Aufstieg vom Wanderparkplatz Anselfingen zur Ruine dauert etwa 45 Minuten.
Heute bietet sich bei gutem Wetter von einer über eine Wendeltreppe erreichbare Aussichtsplattform auf der höchsten Mauerkrone eine herrliche Rundsicht auf die Landschaft des Hegaus mit seinen Vulkanbergen, den Bodensee, den Schwarzwald, die Baar, die Vogesen und die Schweizer Alpen.

## Geschichte
1050 wurden die Herren von Engen-Hewen erstmals in einer Urkunde des Grafen von Nellenburg erwähnt.
Vermutlich Anfang 12. Jahrhundert, spätestens 1170 wurde die Burg auf dem Hewen durch die Herren von Engen, die sich danach Freiherren von Hewen nannten, erbaut. Aus dem Jahr 1152 ist ein Walter von Hewen bekannt, er war einer der einstigen Herren von Engen, der sich erstmals nach dem neuen Wohnsitz benannt hat. Im Jahr 1189 wurde die Burg mit dem Namen Hewin oder Hewen genannt.
Ab dem 13. Jahrhundert war Engen die Residenzstadt der Herren von Hewen, zu deren Herrschaftsgebiet Burg Engen, Burg Neuhewen (Stettener Schlössle), Hewenegg (Junghewen), Burg Boll, Tudoburg und Burg Wildenstein im Donautal gehörten.
Im Jahr 1291 wurde die Burg dem Herzogtum Österreich zu Lehen aufgetragen und kam 1398 von den stark verschuldeten Brüdern Peter und Wölflin von Hewen als Pfand an Habsburg.
1404 kam die Herrschaft von den Habsburgern als Pfand in den Besitz der Grafen von Lupfen-Stühlingen und wurde um 1415 zum Reichslehen. Letztlich erhielten sie es ganz gegen Tausch der Herrschaft Tirol. Mit ihnen wurde der Hohenhewen zum berüchtigten Raubritternest. 1441 überfielen die Grafen von Lupfen-Stühlingen Ulmer Kaufleute. Der Schwäbische Städtebund, ein militärisches Bündnis mehrerer Reichsstädte, sann deshalb auf Rache und es kam im Städtekrieg zur Belagerung der Burg; die Einnahme des Hohenhewen misslang jedoch.
Auch die zweite Belagerung während des Schweizerkriegs 1499 durch die Schweizer blieb erfolglos.
Während des Deutschen Bauernkriegs 1524/25, wurde die Burg ebenfalls nicht bezwungen. 1570 starb das Geschlecht derer von Hewen aus. Heute ist der Name noch vereinzelt im Thurgau vorhanden.
Im Jahr 1582, mit dem Ende des Geschlechts der von Engen-Lupfen fiel die Burg als Pfand an den Grafen Conrad von Pappenheim, einer der Erbmarschälle von Pappenheim.
1639 belagerten im Dreißigjährigen Krieg bayerische Landsknechte die Burg und zerstörten sie.  Im gleichen Jahr ging sie durch Heirat in den Besitz der Herren von Fürstenberg über. Ein Wiederaufbau kam für sie nicht in Betracht und so wurde die Ruine dem Verfall preisgegeben.
Am 3. Mai 1800 wurden auf der Ruine verschanzte Österreicher durch französische Truppen vertrieben.
1937 wurde die Ruine vom Schwarzwaldverein Engen e. V. freigelegt und zwischen 1957 und 1959 von den Fürstenbergern an das Land Baden-Württemberg verkauft. 1963 wurde im nördlichen Teil der Hauptburg ein TV-Umsetzer errichtet.
Seit 1999 befasst sich der Arbeitskreis Hohenhewen mit der Pflege und dem Erhalt der Ruine.

## Anlage
Wie die einstmals mächtige Anlage der Burg Hohenhewen mit ihrer Größe von 250 × 60 Metern in ihrer Gesamtheit aussah, lässt sich nur schwer rekonstruieren, da von ihr nur noch Mauerreste vorhanden sind.
Die Hauptburg, die einen langgestreckten, polygonalen bis ovalen Grundriss hat, bestand wohl aus einem großen Wohnbau an der Nordseite und einem Turm an der Südseite. Die Süd- und die Westseite waren von einer spätmittelalterlichen Zwingermauer eingefasst, auf der Ostseite bot der stark abfallende Steilhang genügend Schutz.
Teile des Burgtores, des Zwingers, Grundmauern der Gesindehäuser sowie eine Wand des Wohnturms, die heute als Aussichtsplattform dient, sind erhalten.  Von der Kapelle sind nur noch geringe Reste sichtbar.
Zu der Anlage gehört der so genannte Hewenhof, ein freistehendes Gehöft auf etwa halber Höhe des Hohenhewen. Er war bis 1959 ebenfalls im Besitz der Fürsten zu Fürstenberg.
Für Ausflügler wurden in der Hauptburg zwei Grillplätze mit Sitzgelegenheiten eingerichtet.